# Bacton (Herefordshire)
Pour les articles homonymes, voir Bacton.
Bacton est une paroisse civile et un village du Herefordshire, en Angleterre.